# Emma Fourreau

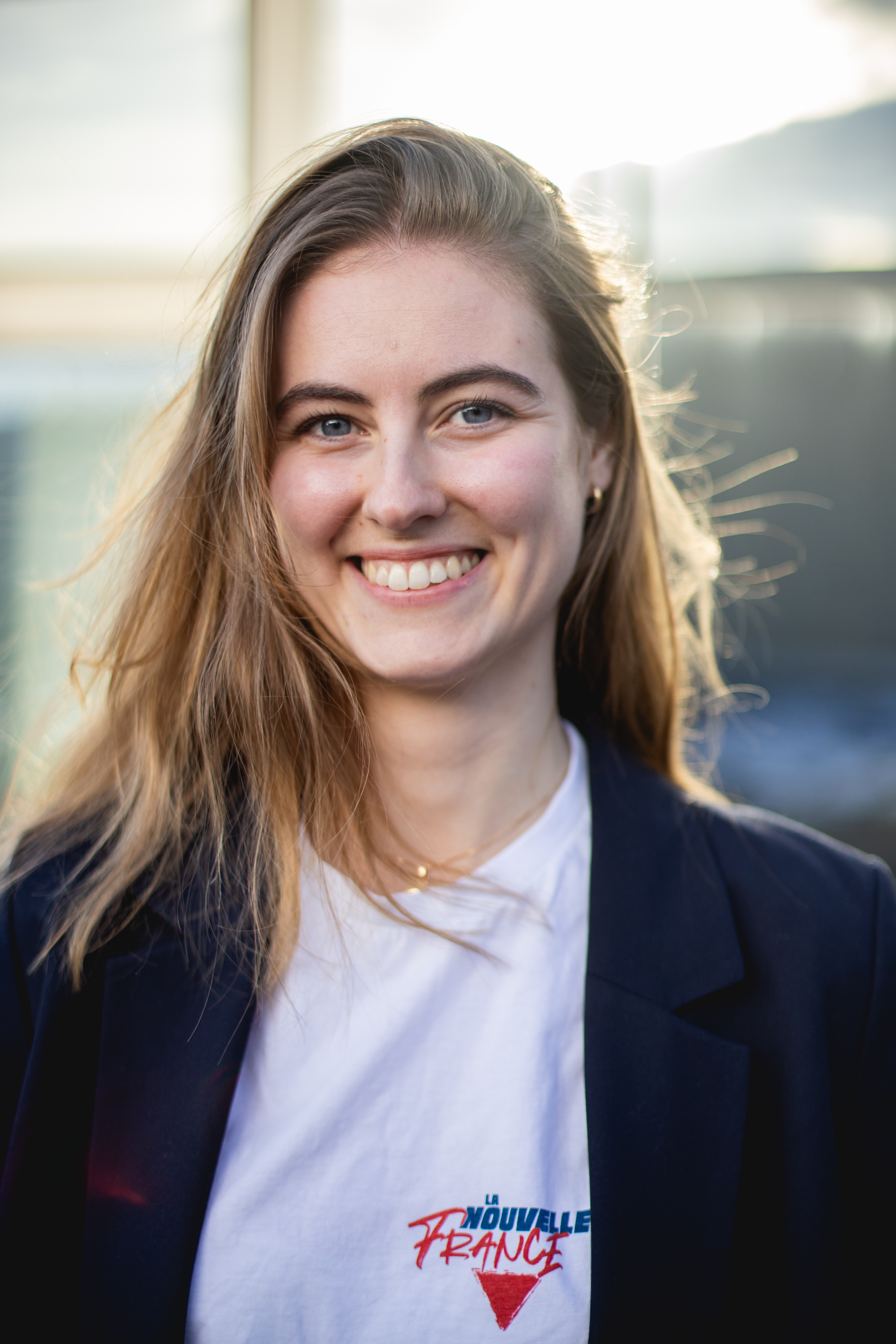
Emma Fourreau (2021)

Emma Fourreau (* 1. Oktober 1999 in Pontault-Combault) ist eine französische Umwelt- und Tierrechtsaktivistin sowie Politikerin (LFI). Sie war mehrfach Kandidatin für die französische Nationalversammlung und ist seit 2024 Mitglied des Europäischen Parlaments für die Fraktion Die Linke.

## Leben
Fourreaus Mutter war jahrelang in der Sozialdemokratischen Arbeiterpartei Schwedens aktiv, ihr Vater ist ein überzeugter Umweltschützer. Bereits als Kind kämpfte sie für Tiere. Als sie mehr über das Schicksal von Meerschweinchen in Zoohandlungen erfuhr und sich darüber empörte, gründete sie mit 13 Jahren einen YouTube-Kanal, um mit einer kleinen Kamera Aufklärungsarbeit zu leisten. Später gründete sie einen Juniorverein, einen Verein für Minderjährige, der misshandelte Haustiere betreute und zur Adoption freigab. Sie lebte außerdem erst vegetarisch, heute vegan. Für einige Monate schloss sie sich als Freiwillige der Organisation Sea Shepherd in Portugal an. 2019 war sie Mitgründerin des Vereins Sang Océan, der sich für den Erhalt mariner Ökosysteme einsetzt. Seit 2021 ist sie Aktivistin bei World’s Youth for Climate Justice. Fourreau studierte Politikwissenschaft am Institut d’études politiques de Rennes, das sie 2023 mit einem Diplom abschloss. Ihr Engagement für marine Ökosysteme erklärte sie so: „Wenn man über das Klima spricht, spricht man über die Wälder, den Amazonas etc. Über den Ozean gar nicht, obwohl er die größte Kohlenstoffsenke des Planeten ist“.

## Politische Karriere

### Parlamentswahlen 2022
Seit 2016 ist sie Mitglied der Linkspartei La France Insoumise, zusätzlich Co-Vorsitzende von Jeunes insoumis, der Jugendorganisation von LFI. Bei den Parlamentswahlen 2022 trat sie für das Linksbündnis NUPES im Calvados an. Dort erhielt sie im ersten Wahlgang die meisten Stimmen, musste aber dennoch in die Stichwahl, wo sie gegen den Kandidaten des Macron-Bündnisses Ensemble antrat. Dieser erhielt exakt 200 Stimmen mehr als Fourreau, womit ihr Versuch, ins Parlament einzuziehen, denkbar knapp gescheitert war. Anschließend war sie parlamentarische Mitarbeiterin von Anne Stambach Terrenoir, die für NUPES im Parlament saß.
Im März 2023 wurde Fourreau bei einer Demonstration bezüglich der französischen Rentenreform in Paris kurzzeitig festgenommen. Von verschiedenen Seiten wurde diese Aktion als „Akt der Einschüchterung“ und „unverhältnismäßiger Einsatz der öffentlichen Gewalt“ scharf kritisiert.

### Europawahlen 2024
Für die Europawahl 2024 trat sie auf Listenplatz neun des Linksbündnisses „Union populaire“, bestehend aus ihrer Partei La France Insoumise und weiteren linken Kleinparteien, an. Das Bündnis erhielt 9,9 % der Stimmen und damit neun Sitze, womit Fourreau einen Sitz im EU-Parlament erhielt.

### Parlamentswahlen 2024
Trotz ihres Einzugs ins EU-Parlament kündigte Fourreau an, bei den vorgezogenen Parlamentswahlen im Juli 2024 in Caen für das Linksbündnis Nouveau Front Populaire anzutreten. Dies sei eine strategische Entscheidung gewesen. Sie bevorzuge zwar das EU-Parlament, da dort ihre Themen Umwelt- und Tierschutz behandelt würden, doch jetzt müsse ein Sieg des Rassemblement National verhindert werden. Deshalb schicke man die Kandidaten ins Rennen, die die besten Chancen auf einen Sieg hätten – dazu gehöre auch Fourreau. Sollte sie in die Nationalversammlung gewählt werden, würde ein anderes Mitglied von La France Insoumise ihren Sitz im EU-Parlament übernehmen. Im ersten Wahlgang landete sie mit 34,82 % hinter Joel Bruneau, dem Kandidaten der Divers droite, aber vor Ludivine Daoudi vom RN. Kurz vor der zweiten Runde veröffentlichte Fourreau in den sozialen Medien ein Bild, das RN-Kandidatin Daoudi mit einer Luftwaffen-Mütze mit gut erkennbarem Hakenkreuz zeigt. Daoudi zog daraufhin ihre Kandidatur zurück, Fourreau trat in der Stichwahl gegen Bruneau an. Dieser gewann die Wahl mit knapp 60 %, Fourreau verbleibt damit im Europaparlament.